# Phaonia xianensis
Phaonia xianensis är en tvåvingeart som beskrevs av Xue och Cao 1989. Phaonia xianensis ingår i släktet Phaonia och familjen husflugor. Inga underarter finns listade i Catalogue of Life.